# Bánh xốp
Bánh xốp, bánh wafer (tiếng Anh: wafer) là một loại bánh quy giòn, thường ngọt, rất mỏng, phẳng, nhẹ và khô,, thường được dùng để trang trí kem lạnh và cũng được dùng để trang trí một số món ngọt. Bánh xốp thường có một lớp kem kẹp giữa những thanh xốp mỏng, thường có hoa văn ô lưới như bánh tổ ong trên bề mặt nhưng cũng có thể có hoa văn phù hiệu của nhà sản xuất hoặc có thể không có hoa văn.

## Các hình thức của bánh xốp

### Bánh xốp rước lễ
Bánh xốp rước lễ hay bánh thánh là một loại bánh không men được dùng sau khi làm lễ biến thân như một phần của nghi lễ rước lễ của Kitô giáo.

### Bánh xốp spa
"Bánh xốp spa" đặc biệt (tiếng Séc: lázeňské oplatky, tiếng Slovak: kúpeľné oblátky) được sản xuất tại các thị trấn spa của cộng hòa Séc và cộng hòa Slovakia (như Piešťany). Việc sản xuất bánh xốp ở Karlovy Vary (Karlsbad) và Mariánské Lázně (Marienbad) là truyền thống đối với người dân nói tiếng Đức của thị trấn, những người sau khi thanh lọc sắc tộc trong khu vực đã đưa nghề này đến Đức.

### Bánh xốp Giáng Sinh
Bánh xốp Giáng Sinh chỉ được làm từ bột mì và nước, có hoa văn thường mô tả cảnh tôn giáo, là một truyền thống Giáng Sinh của Giáo hội Công giáo Trung Âu được tổ chức trong các gia đình Ba Lan, Slovakia, Litva và Ý vào đêm vọng Lễ Giáng Sinh. Chúng không có giá trị bí tích như bánh xốp rước lễ mà là chiếc bánh tượng trưng để chia sẻ giữa các vị khách nhằm nhấn mạnh mối quan hệ thân thiết - ăn bánh cùng nhau. Cử chỉ này có ý nghĩa tích cực, nhưng những lời chúc bổ sung cũng thường được thực hiện. Chúng được gọi là opłatek (tiếng Latinh: oblatum) trong tiếng Ba Lan, trái ngược với wafel là một loại bánh xốp thông thường.

## Các biến thể

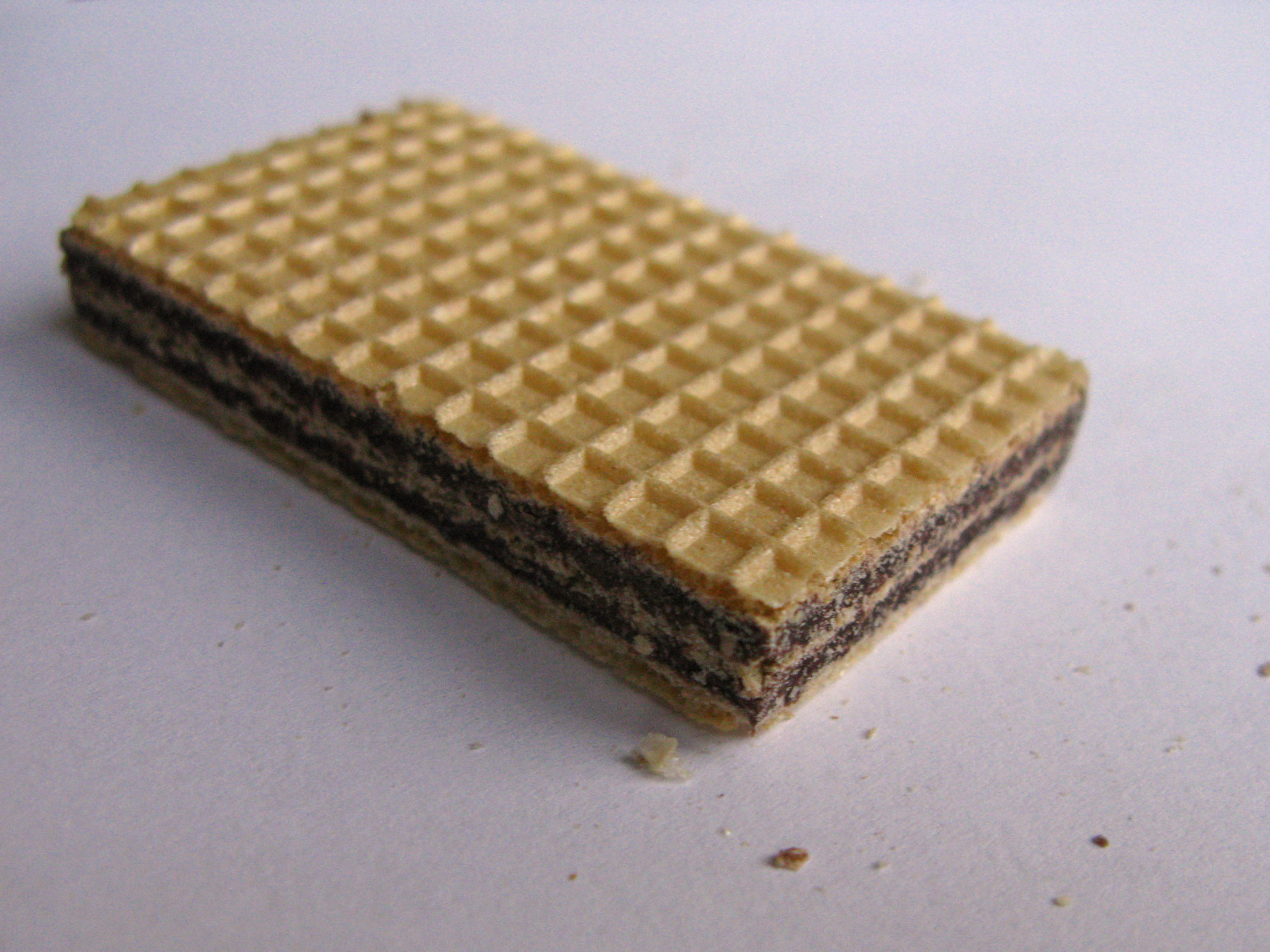
Bánh xốp Israel
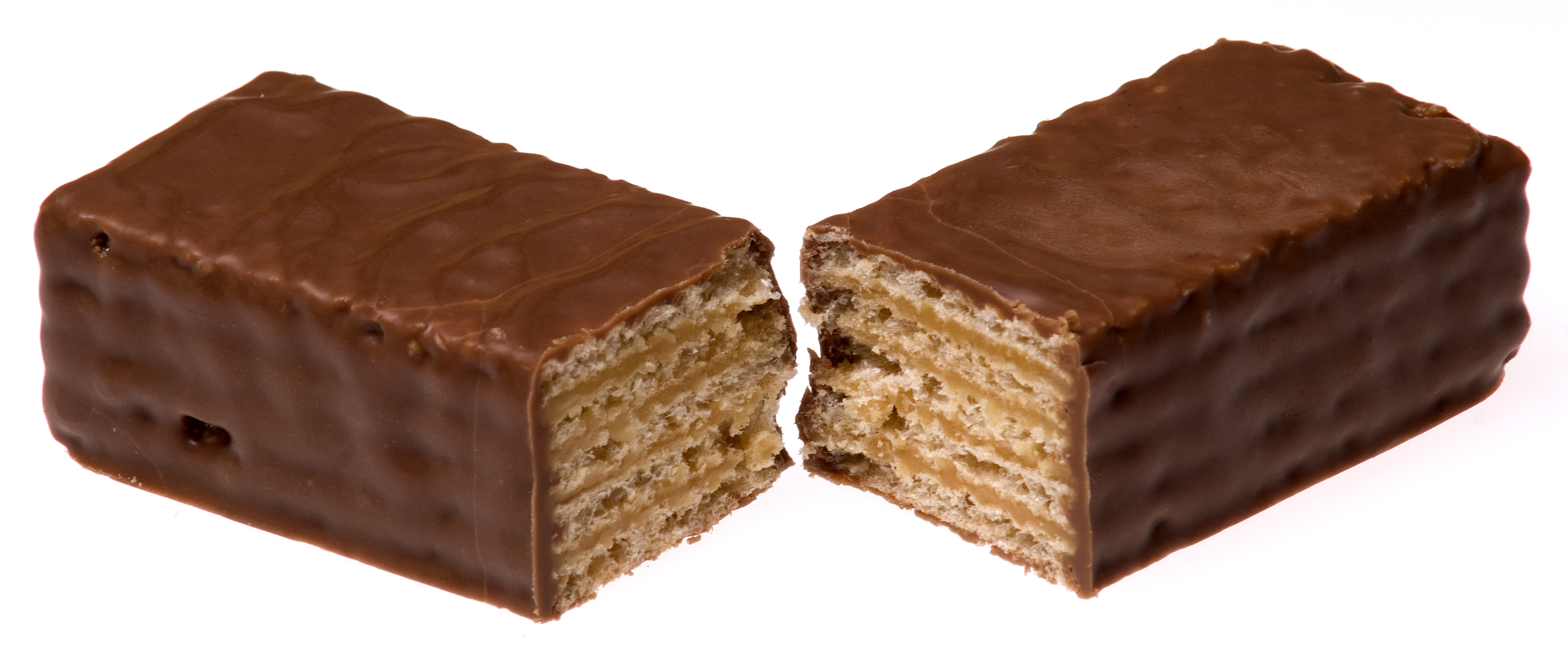
Bánh xốp phủ sô cô la
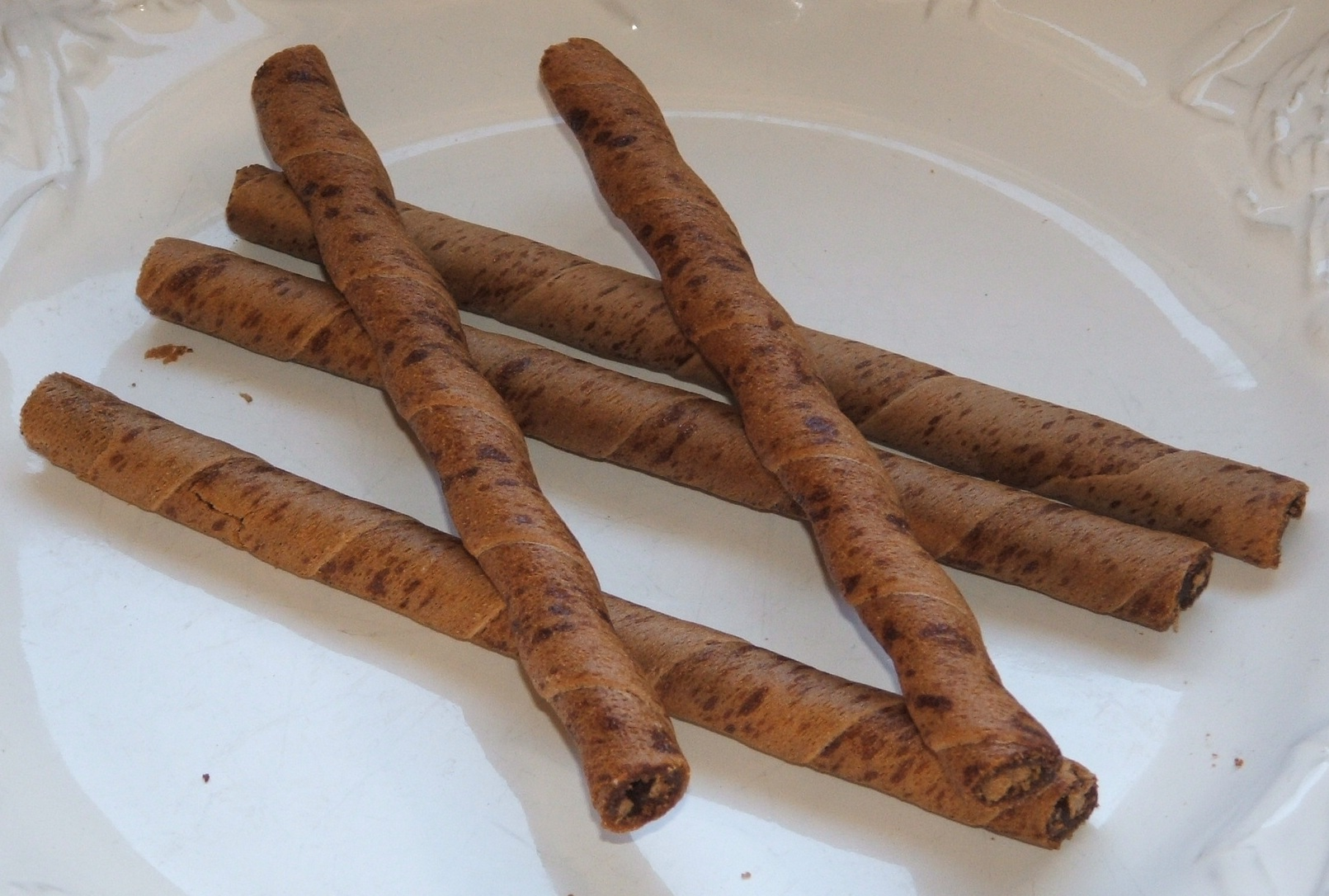
Bánh xốp cuộn

### Huơng vị
Một số bánh xốp được sản xuất với sô-cô-la bên trong và lớp phủ xung quanh chúng như Kit Kat và Coffee Crisp. Một hương vị phổ biến khác là chanh.

### Hình dạng
Bánh quế là bánh xốp cuộn (rolled wafer) làm bằng bột mì xay trộn lẫn bơ, đường, trứng, sữa và đôi khi sử dụng bột quế, đổ vào khuôn kẹp, nướng trên lò và cuộn thành ống hơi dẹt. Pirouline và Barquillo là các loại bánh quế trong ống đôi khi chứa đầy kem.